# 意志強ナツ子
意志強 ナツ子（いしつよ ナツこ、1985年7月22日 - ）は、日本の漫画家。山形県出身。

## 来歴
日本大学芸術学部美術学科彫刻コースを中途退学。2007年、Academy of Fine Arts, Pragueコンセプチュアルメディア学科(Prof.Miloš Šejn)に入学。2012年、Academy of Fine Arts, Pragueインターメディア学科(Prof.Tomáš Vaněk) 修士課程 卒業。
2010年、第9回漫画アクション新人賞選外奨励賞を受賞する。
2014年、コミティア出張編集部にて同人誌『りゅうのすけくん』『たましい』を持ち込み、同年11月26日にトーチweb掲載の『女神』でデビューする。
2017年、トーチwebで掲載された短編5本と、書き下ろし作品1本を収録した『魔術師A』が発売。刊行を記念して、5月12日に東京のNOTRE MUSIQUEにてイベント「意志強ナツ子と語る会」を開催。
2017年10月、トーチwebにて『アマゾネス・キス』の連載が開始される。2018年2月、漫画サイト「スキマ」にて『黒真珠そだち』の連載を開始し、2019年に完結。
2019年8月、ゴトウユキコ、ふみふみこと合同で「意志強ナツ子・ゴトウユキコ・ふみふみこ合同原画展〜禁緋〜」を大阪の画廊モモモグラにて開催。会場でトークショーやファンとの交流会も行った。
2021年2月、『小説現代』（講談社）3月号より『るなしい』の連載を開始。

## 作品リスト

### 漫画作品

#### 連載
- アマゾネス・キス（『トーチweb』内「意志強ナツ子作品集」ページ 2017年10月27日[6] - 2020年8月28日[10][11]）
- 黒真珠そだち（『スキマ』2018年2月19日[7] - 2019年3月）
- るなしい（『小説現代』2021年3月号[9] - 2025年5・6月合併号）
- マオニ（『トーチweb』2022年3月[12] - ）

#### 読み切り
- 女神（『トーチweb』2014年11月26日[3]） - 『魔術師A』に収録。
- KEBAB（『トーチweb』2015年2月26日[13]） - 『魔術師A』に収録。
- まこちゃん式画塾（『トーチweb』2015年6月10日[14]） - 『魔術師A』に収録。
- コリコリ屋さん（『トーチweb』2016年6月1日[15]） - 『魔術師A』に収録。
- 魔術師A（『トーチweb』） - 『魔術師A』に収録。
- 『MANGA Day to Day』寄稿作品。2021年3月25日発売[16]。

### 書籍
- 『魔術師A』リイド社〈torch comics〉、2017年1月20日発売[5]、ISBN 978-4-8458-5006-8
- 『アマゾネス・キス』、リイド社〈torch comics〉2019年 - 2020年、全3巻
  1. 2019年1月31日[17][18]、ISBN 978-4-8458-6012-8
  2. 2020年9月11日発売[19][20]、ISBN 978-4-8458-6067-8
  3. 2020年10月12日発売[19][21]、ISBN 978-4-8458-6068-5
- 『るなしい』、講談社〈KCデラックス〉2021年 - 2025年、全5巻
  1. 2021年8月23日発売[22][23]、ISBN 978-4-06-524186-8
  2. 2022年4月13日発売[24]、ISBN 978-4-06-527349-4
  3. 2023年2月13日発売[25]、ISBN 978-4-06-530554-6
  4. 2024年8月9日発売[26]、ISBN 978-4-06-536393-5
  5. 2025年7月9日発売[27]、ISBN 978-4-06-539737-4
- 『マオニ』、リイド社〈トーチコミックス〉2025年 - 、既刊1巻（2025年2月27日現在）
  1. 2025年2月27日発売[28][29]、ISBN 978-4-8458-6781-3

### その他
- 14人に聞いた究極の選択（『Maybe!』vol. 11、2021年[30]） - 寄稿
- 私がビッグラブを感じる人♡（『Maybe!』vol. 13、2022年[31]） - イラストとコメント寄稿[31]